# Ho Kan
Ho Kan (chinesisch 霍剛; * 23. Juli 1932 in Nanjing China, bürgerlich Huo Hsueh-Kang) ist ein chinesischer Konzeptkünstler.

## Leben
Huo Hsueh-Kan wurde 1950 in den künstlerischen Zweig der Taipei School aufgenommen und studierte Malerei bei Lee Chun-Shan. Während seines Studiums trat er der „Ton Fan Group“ bei und gehörte auch zu den Mitgliedern der „Eight Great Outlaws“. Anschließend bereiste er Europa, um sich mit den westlichen Kunstkonzepten und Techniken zu beschäftigen. Insbesondere widmete er sich der Kalligraphie und Steininschriften.
Zurück in China war Kan als Lehrer an der Jingmeischule tätig und trug zur Verbreitung des Kunstunterrichtes im ganzen Land bei. Später bildete er auch Kunstlehrer in Taiwan aus. Ho Kan spielte eine wichtige Rolle bei der Entwicklung der chinesischen Kunstgeschichte der Moderne.
Bei einer Sotheby’s-Auktion in Hongkong im Jahr 2021 wurde Ho-Kans Abstract Composition 抽象構圖 (1967), ein Ölgemälde auf Leinwand, für 149.974 Euro zuzüglich Auktionsgebühren versteigert.

## Ausstellungen
- Taipei Fine Arts Museum, Taiwan[5]
- Museo Novecento, Florenz
- Museo delle culture del mondo, Genua[6]

### Kataloge
- Michael Sullivan: Moderne chinese artists, a biographical dictionary. University of California Press, Berkeley 2006, ISBN 978-0-520-24449-8.
- Xianren Pan: The Modernist Wave. Taiwan Art in the 1950s and 1960s. National Taiwan Museum of Fine Arts, 2011, ISBN 978-986-02-8859-9.
- Reverberations, Ho Kan,. TFAM, Taipei Fine Arts Museum, 2017, ISBN 978-986-05-1543-5.